# Bunsen-element

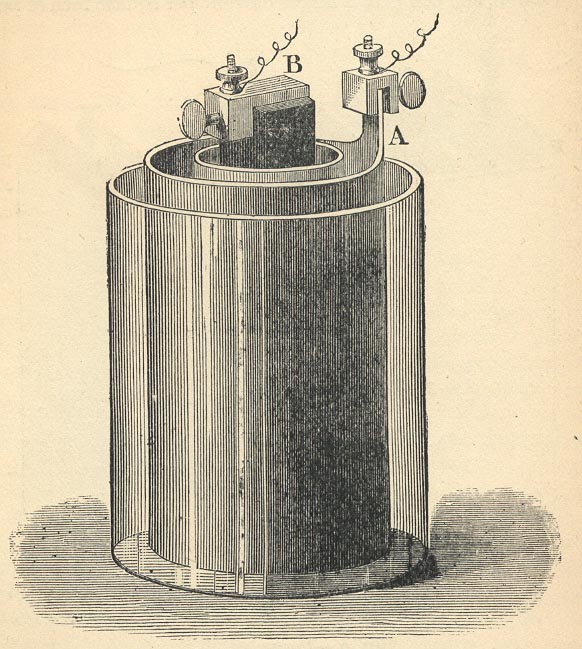
Element van Bunsen

Een Bunsen-element is een galvanisch element (batterij) op basis van zink-koolstof in een verdunde oplossing van zwavelzuur. Dit element is vernoemd naar zijn uitvinder, de Duitse scheikundige Robert Wilhelm Bunsen.

## Constructie
In 1841 verbeterde Bunsen het in 1839 ontwikkelde Grove-element door de kathode van platina te vervangen door het veel goedkopere koolstof, in de vorm van verpulverd steenkool en cokes. Deze koolstof elektrode bevindt zich in een poreuze pot gevuld met geconcentreerd salpeterzuur (HNO3), nodig om het vrijkomende waterstofgas te depolariseren. Dit geheel bevindt zich in een open bak van glas of eboniet met verdund zwavelzuur (10% H2SO4) waarin ook de anode van zink in staat.
Wanneer het element wordt gebruikt vindt de volgende chemische reactie plaats:
{\displaystyle \mathrm {3\ Zn\ +\ 3\ H_{2}SO_{4}\ +\ 2\ HNO_{3}\ \longrightarrow \ 3\ ZnSO_{4}\ +\ 2\ NO\ +\ 4\ H_{2}O} }
De bronspanning ligt rond de 1,7 - 1,8 volt. Het Bunsen-element kon voor korte tijd zeer hoge stromen leveren, maar daarna moet de koolstof elektrode enkele uren in salpeterzuur geweekt worden om het geabsorbeerde water eruit te wassen. Net als bij het Grove-element komt ook bij dit element het gas stikstofmonoxide (NO) vrij dat in de lucht met zuurstofgas reageert tot het schadelijke gas stikstofdioxide (NO2).

## Toepassingen
Robert Bunsen gebruikte zijn element om via elektrolyse metalen te onttrekken van hun zouten. Dit stelde hem in staat om voor de eerste keer het metaal magnesium te isoleren uit MgCl2. Henri Moissan gebruikt 90 aaneengeschakelde elementen voor de elektrolyse van waterstoffluoride en wist zo het chemische element fluor te verkrijgen.